# Панфилов, Виктор Иванович
Виктор Иванович Панфилов (род. 7 февраля 1950 года, Москва, СССР) — советский и российский учёный в области биотехнологии и химической технологии, доктор технических наук, профессор, заведующий кафедрой биотехнологии Российского химико-технологического университета имени Д. И. Менделеева.

## Биография
Родился 7 февраля 1950 года в Москве.
Окончил школу № 710, где учился в классе с химическим уклоном (1967), и Московский химико-технологический институт имени Д. И. Менделеева (1973, с отличием).
С 12 марта 1973 года младший научный сотрудник кафедры изотопов и особо чистых веществ.
В 1980 году после защиты диссертации на соискание учёной степени кандидата технических наук переведён на должность доцента недавно созданной кафедры технологии микробиологических производств (ныне кафедра биотехнологии) и работал в этой должности до 2005 года.
В 1982—1986 годах заместитель декана факультета химической технологии топлива и органических веществ.
В 1986 году в Чехии прошёл годичную стажировку в Высшей школе химической технологии на кафедре биотехнологии.
С 1998 по 2006 год заместитель руководителя научно-исследовательской частью РХТУ.
В 2004 году защитил докторскую диссертацию и присуждена учёная степень доктора технических наук. В том же году избран на должность профессора кафедры биотехнологии РХТУ.
В 2006 году присвоено учёное звание профессора по специальности биотехнология.
С февраля 2006 по февраль 2016 года проректор по научной работе РХТУ.
В ноябре 2007 года избран заведующим кафедры биотехнологии РХТУ.

## Научно-организаторская деятельность
Вместе с профессором Борисом Вениаминовичем Громовым и одногруппником Эльдаром Магомедбековым стоял у истоков создания вечерней химической школы РХТУ.
- председатель объединённого Диссертационного совета по специальности «Биотехнология» ВАК РФ
- член Учёного Совета РХТУ
- член Программного комитета Московского международного Конгресса «Биотехнология: состояние и перспективы развития»
- член президиума Федерального учебно-методического объединения (ФУМО) по укрупнённой группе специальностей и направлений подготовки 19.00.00 «Промышленная экология и биотехнология»

## Научная деятельность
Разработал и читал курс «Технология белковых веществ», а затем и курс «Основы проектирования и оборудование микробиологических производств».
Автор (соавтор) более 280 научных трудов, 27 учебных пособий и учебников, получил 17 авторских свидетельств и патентов, подготовил 7 кандидатов наук.

## Награды
- Нагрудный знак «Изобретатель СССР»
- Медаль «В память 850-летия Москвы»
- Нагрудный знак «Почётный работник высшего профессионального образования Российской Федерации»

## Семья
14 марта 1991 года вступил в брак с Татьяной Николаевной (25.06.1959-28.07.2021). Воспитал двух дочерей.